# Greatest Hits (Robbie Williams-album)
A Greatest Hits Robbie Williams 2004-es válogatásalbuma. A lemezre két új dal került fel, a Radio és a Misunderstood. Mindkettő kislemezként is megjelent később.
Az album az énekes hetedik albuma volt az Egyesült Királyságban. Egyike a leggyorsabban fogyó albumoknak, mivel a megjelenés első hetében rögtön az első helyen debütált és 320 000 darabot adtak el belőle.
Az album megjelenésének napján egy különleges szettet is megjelentettek Williams mindegyik kislemezével.

## Kislemezek
Egy évvel élő albumának megjelenése után, 2004 októberében Williams elhatározta, hogy visszapillant karrierjére és megjelentet egy válogatásalbumot. Célja volt az is, hogy megmutassa azokat a dalokat, amiken új producerével, Stephen Duffy-val dolgozott.
A Radio lett az album első kislemeze, ami 2004 októberében jelent meg. A dal 41 732 eladott példánnyal a brit lista első helyén debütált, így ez lett az énekes hatodik első helyezést elért dala. A kislemeze első lett még Dániában és Portugáliában, és a top 10-be került világszerte.
A második kislemez a Misunderstood a Bridget Jones: Mindjárt megőrülök! című film zenei albumára is felkerült, és világszerte top 10-be került az év decemberében.

## Siker
Az album 320 000 eladott példánnyal a megjelenés hetében minden idők leggyorsabban fogyó "greatest hits" albuma lett az Egyesült Királyságban. Első helyezést ért el 18 országban: Közel-Keleten, Franciaországban, Olaszországban, Portugáliában, Spanyolországban, az Egyesült Királyságban, Argentínában, Kolumbiában, Németországban, Ausztráliában és Svájcban többek között.
A válogatás az év legnagyobb példányszámban elkelt albuma lett az Egyesült Királyságban. Ezen kívül a brit zenetörténelem 61. legjobban fogyó albuma lett 2 millió eladott kópiával. A BPI az albumot hatszoros platinának minősítette.
A Greatest Hits Európában is az év legnagyobb példányszámban elkelt albuma lett, mivel 5 millió példány kelt el belőle és így ötszörös platinalemez lett. Összesen 8,5 milliót adtak el az albumból világszerte és ezzel ez Williams legkelendőbb lemeze.

## Dalok listája
| Az album különböző számlistákkal jelent meg országról országra változva: 1. Old Before I Die 2. Lazy Days 3. Angels 4. Let Me Entertain You 5. Millennium 6. No Regrets 7. Strong 8. She’s the One 9. Rock DJ 10. Kids 11. Supreme 12. Let Love Be Your Energy 13. Eternity 14. The Road To Mandalay 15. Feel 16. Come Undone 17. Sexed Up 18. Radio 19. Misunderstood 1. Old Before I Die 2. Angels 3. Let Me Entertain You 4. No Regrets 5. Strong 6. She’s the One 7. Rock DJ 8. Supreme 9. Let Love Be Your Energy 10. Eternity 11. The Road To Mandalay 12. Better Man 13. Feel 14. Radio | 1. Angels 2. Let Me Entertain You 3. Millennium 4. No Regrets 5. Strong 6. She’s the One 7. Win Some Lose Some 8. Rock DJ 9. Kids (Kylie Minogue-gal) 10. Supreme 11. Let Love Be Your Energy 12. Eternity 13. Better Man 14. Somethin’ Stupid (Nicole Kidmannel) 15. Feel 16. Come Undone 17. Something Beautiful 18. Sexed Up 19. Radio 20. Misunderstood 1. Old Before I Die 2. Angels 3. Let Me Entertain You 4. Millennium 5. No Regrets 6. Strong 7. She’s the One 8. Angels (spanyol változat) 9. Rock DJ 10. Kids (Kylie Minogue-gal) 11. Supreme 12. Let Love Be Your Energy 13. Eternity 14. The Road To Mandalay 15. Feel 16. Come Undone 17. Sexed Up 18. Radio 19. Misunderstood - Az argentin kiadás tartalmazza az "Angels" és a "Better Man" spanyol nyelvű változatát - A francia/belga változat tartalmazza a "Supreme" francia nyelvű változatát |

## Közreműködők
| Old Before I Die - Robbie Williams - vezető vokál, háttérvokál - Steve McEwan - háttérvokál, gitár - Guy Chambers - billentyűs hangszerek, gitár - Steve Power - billentyűs hangszerek - Fil Eisler - gitár, basszusgitár - Geoff Dugmore - dobok és ütős hangszerek Lazy Days - Robbie Williams - vezető vokál, háttérvokál - Andre Barreau - háttérvokál, gitár - Steve McEwan - háttérvokál, gitár - Andy Caine - háttérvokál - Guy Chambers - billentyűs hangszerek, gitár - Steve Power - billentyűs hangszerek - Fil Eisler - basszusgitár - Geoff Dugmore - dobok - Andy Duncan - ütős hangszerek Angels (dal) - Robbie Williams - vezető vokál - Gary Nuttall - háttérvokál, gitár - Andre Barreau - háttérvokál, gitár - Nicole Patterson - háttérvokál - Guy Chambers - billentyűs hangszerek - Steve Power - billentyűs hangszerek, programozás - Chester Kamen - gitár - Mark Smith - basszusgitár, programozás - Chris Sharrock - dobok - Andy Duncan - ütős hangszerek - London Session Orchestra (vezényel:Gavyn Wright) Let Me Entertain You - Robbie Williams - vezető vokál, háttérvokál - Beverley Skeet - háttérvokál - Claudia Fontaine - háttérvokál - Carroll Thompson - háttérvokál - Guy Chambers - billentyűs hangszerek - Fil Eisler - gitár - Chester Kamen - gitár - Dave Catlin-Birch - basszusgitár - Chris Sharrock - dobok - Percussion: Andy Duncan - ütős hangszerek - Steve Sidwell - rézfúvósok vezetője, szóló trombita - Derek Watkins - szóló trombita - Steve Power - programozás - Kerry Hopwood - programozás Millennium - Robbie Williams - vezető vokál - Gary Nuttall - háttérvokál - Claudia Fontaine - háttérvokál - Beverley Skeet - háttérvokál - Nicole Patterson - háttérvokál - Guy Chambers - billentyűs hangszerek, basszus szintetizátor, elektromos és akusztikus gitár - Chris Sharrock - dobok - Andy Duncan - ütősök - London Session Orchestra (vezényel: Gavyn Wright, rendező: Nick Ingman) No Regrets - Robbie Williams - vezető vokál - Claire Worrall - háttérvokál - Neil Tennant - háttérvokál - Neil Hannon - háttérvokál - Guy Chambers - billentyűs hangszerek, zongora, basszus szintetizátor - Gary Nuttall - elektromos gitár - David Catlin-Birch - akusztikus gitár - Fil Eisler - basszusgitár - Chris Sharrock - dobok - Andy Duncan - ütős hangszerek Strong - Robbie Williams - vezető vokál - Andre Barreau - háttérvokál - Gary Nuttall - háttérvokál - David Catlin-Birch - háttérvokál, akusztikus gitár, basszusgitár - Steve McEwan - háttérvokál, akusztikus gitár - Guy Chambers - billentyűs hangszerek és zongora, elektromos gitár, akusztikus gitár - Steve McEwan - elektromos gitár - Fil Eisler - gitár és szólógitár - Jeremy Stacey - dobok - Andy Duncan - ütős hangszerek She’s the One - Robbie Williams - vezető vokál - Gary Nuttall - háttérvokál - Steve McEwan - háttérvokál, elektromos és akusztikus gitár - Guy Chambers - zongora - David Catlin-Birch - basszusgitár - Chris Sharrock - dobok - London Session Orchestra (vezényel: Gavyn Wright, rendező: Nick Ingman) Rock DJ - Robbie Williams - vezető vokál - Andy Caine - háttérvokál - Derek Green - háttérvokál - Katie Kissoon - háttérvokál - Sylvia Mason-James - háttérvokál - Tessa Niles - háttérvokál - Paul Williams - háttérvokál - Guy Chambers - billentyűs hangszerek - Neil Taylor - elektromos gitár - Winston Blissett - basszusgitár - Dave Bishop - rézfúvós hangszerek - Neil Sidwell - rézfúvós hangszerek - Steve Sidwell - rézfúvós hangszerek - Andy Duncan - dobprogram - Steve Power - vocoder - Richard Flack - pro tools Kids - Robbie Williams - vezető vokál - Kylie Minogue - vezető vokál - Gary Nuttall - háttérvokál - Katie Kissoon - háttérvokál - Sylvia Mason-James - háttérvokál - Tessa Niles - háttérvokál - Paul Williams - háttérvokál - Claire Worrall - háttérvokál - Guy Chambers - billentyűs hangszerek - Neil Taylor - gitár - Winston Blissett - basszusgitár - Phil Spalding - fuzz bass - Chris Sharrock - ütős hangszerek - Andy Duncan - dobprogram - Richard Flack - programozás - Jim Brumby - programozás | Supreme - Robbie Williams - vezető vokál, háttérvokál - Claire Worrall - háttérvokál - Kristel Adams - háttérvokál - Marielle Herve - háttérvokál - Guy Chambers - billentyűs hangszerek - Neil Taylor - akusztikus és elektromos gitár - Phil Spalding - basszusgitár - Tony Pleeth - string loop - Paul Kegg - string loop - Richard Boothby - string loop - Richard Campbell - string loop - Chris Sharrock - ambient kit - Andy Duncan - dobprogram - Richard Flack - dobprogram - Richard Flack - pro tools - London Session Orchestra (vezényel: Gavyn Wright, rendezte: Nick Ingman) Let Love Be Your Energy - Robbie Williams - vezető vokál - Dave Catlin-Birch - háttérvokál - Andy Caine - háttérvokál - Steve McEwan - háttérvokál - Gary Nuttall - háttérvokál - Claire Worrall - háttérvokál - Guy Chambers - billentyűs hangszerek, reverse guitars, Moog szólógitár - Neil Taylor - elektromos gitár - Phil Spalding - basszusgitár - Fil Eisler - reverse bass - Steve Sidwell - piccolo trumpet - Chris Sharrock - dobok - Andy Duncan - ütősök és dobprogram - Alana Duncan - gyerekhang - Richard Flack - programozás Eternity - Robbie Williams - vezető vokál - Gary Nuttall - háttérvokál, akusztikus gitár - Claire Worrall - háttérvokál - Guy Chambers - zongora - Dave Clayton - billentyűs hangszerek - Brian May - elektromos gitár - Phil Palmer - akusztikus gitár - Melvyn Duffy - pedálos steel gitár - B J Cole - pedálos steel gitár - Andy Duncan - ütős hangszerek - Richard Flack - programozás The Road To Mandalay - Robbie Williams - vezető vokál - Andy Caine - háttérvokál - Guy Chambers - háttérvokál - Steve McEwan - háttérvokál - Guy Chambers - zongora, orgona, mellotron, klarinét, omnichord - Phil Palmer - akusztikus és elektromos gitár - Dave Catlin-Birch - basszusgitár - Melvyn Duffy - pedálos steel gitár - Chris Sharrock - dobok - Andy Duncan - dobprogram - Alex Dickson - autoharp - Steve Power - glockenspiel - Edgar Herzog - klarinét - Bob Lanese - trombita - Pauline Boeykens - tuba - Richard Flack - programozás - Andy Duncan - programozás - Jim Brumby - programozás - London Session Orchestra (vezényel: Gavyn Wright, rendezte: Nick Ingman) Feel - Robbie Williams - vezető vokál - Gary Nuttall - háttérvokál, picky guitar - Zenia Santini - háttérvokál - Andy Wallace - zongora - Guy Chambers - basszus szintetizátor - Fil Eisler - slide guitars - Neil Taylor - slide guitars - Phil Spalding - basszusgitár - Jeremy Stacey - dobok - Jony Rockstar - drum loops - Richard Flack - drum loops - Dave Clayton - szintetizátor - Gospel kórus - vezényel: Anne Skates - London Session Orchestra - vezényel: Gavyn Wright, rendezte: Guy Chambers, Nick Ingman és Sally Herbert Come Undone - Robbie Williams - vezető vokál, háttérvokál - Boots Ottestad - billentyűs hangszerek - Daniel Pierre - billentyűs hangszerek - Daniel Pierre - zongora - Phil Spalding - elektromos gitár - Neil Taylor - elektromos gitár - Phil Spalding - basszusgitár - Jeremy Stacey - dobok - London Session Orchestra - vezényel: Gavyn Wright, rendezte: Sally Herbert Sexed Up - Robbie Williams - vezető vokál - Guy Chambers - zongora - Neil Taylor - elektromos gitár - Gary Nuttall - akusztikus gitár - Melvyn Duffy - pedálos steel gitár - Phil Spalding - basszusgitár - Jeremy Stacey - dobok - Luis Jardim - ütős hangszerek - London Session Orchestra - vezényel: Gavyn Wright, rendezte: Sally Herbert Radio - Robbie Williams - vezető vokál, szintetizátor - Stephen Duffy - dobok, szintetizátor és gitárok - Gavyn Wright - vonósok vezetője - Claire Worrall - rendező - Nick Littlemore - programozás Misunderstood - Robbie Williams - vezető vokál - Claire Worrall - háttérvokál, zongora - Gary Nuttall - elektromos gitár - Stephen Duffy - akusztikus gitár, basszusgitár, harmonika - Melvyn Duffy - pedálos steel gitár - Chris Sharrock - dobok - Gavyn Wright - vonósok vezetője - Claire Worrall - rendező - David Bishop - rézfúvósok - Neil Sidwell - rézfúvósok - Steve Sidwell - rézfúvósok |

## Minősítések, helyezések és eladási statisztika
| Ország                    | Csúcspozíció | Minősítés (ha van) | Eladások   |
| ------------------------- | ------------ | ------------------ | ---------- |
| Argentína                 | 1            | 7x platina         | 280,000+   |
| Ausztrália                | 1 (9 hétig)  | 8x platina         | 560,000+   |
| Olaszország               | 1 (3 hétig)  |                    |            |
| Ausztria                  | 1 (3 hétig)  | 4x platina         | 120,000+   |
| Belgium                   | 2            | platina            | 40,000+    |
| Dánia                     |              | 2x platina         | 60,000+    |
| Finnország                | 3 (2 hétig)  | platina            | 40,367+    |
| Franciaország             | 1            | platina            | 300,000+   |
| Németország               | 1            | 4x platina         | 900,000+   |
| Magyarország              |              | Gold               | 5,000+     |
| Mexikó                    | 2            | 2x platina         | 200,000+   |
| Hollandia                 |              | platina            | 80,000+    |
| Új-Zéland                 | 1 (4 hétig)  | 2x platina         | 30,000+    |
| Portugália                | 1 (3 hétig)  | platina            | 20,000+    |
| Spanyolország             | 1            | 2x platina         | 160,000+   |
| Svédország                | 2 (2 hétig)  | Gold               | 30,000+    |
| Svájc                     | 1 (9 hétig)  | 3x platina         | 120,000+   |
| Egyesült Királyság        | 1            | 6x platina         | 1,800,000+ |
| Amerikai Egyesült Államok | 95           | platina            | 1,005,000  |